# Tanjung Perak
Tanjung Perak est le port de la ville de Surabaya en Indonésie. C'est le port le plus important de la partie orientale de l'île de Java, et le deuxième port d'Indonésie par son activité.
Il est accessible par le détroit de Madura.